# Return in Bloodred
Return in Bloodred (dt. Rückkehr in Blutrot) ist das erste Album der deutschen Power-Metal-Band Powerwolf. Es wurde am 4. April 2005 bei Metal Blade Records veröffentlicht.

## Geschichte und Texte
Erste Songs für das Album wie beispielsweise Mr. Sinister und We Came to Take Your Souls, die in der ersten Sitzung fertiggestellt wurden, wurden im Juni 2004 geschrieben.
Aufgenommen wurde das Album innerhalb von acht Tagen im September 2004 im Studio Fredman. Der Schlagzeuger „Stéfane Funèbre“ musste während der Aufnahmen aufgrund einer Tendinitis zeitweise durch „Tom Diener“ ersetzt werden.
Mr. Sinister war der erste Song, den Powerwolf je geschrieben hatten; dieser diente als Wegweiser für den Stil, den sie sich aneigneten. Der Text handelt von Vlad II. Dracul, dem Vater Draculas.
We Came to Take Your Souls erzählt über einen Krieg zwischen Rumänien und dem osmanischen Reich unter Vlad III. Drăculea.
Kiss of the Cobra King erzählt eine Geschichte über einen Wolf, der im Kampf einer Schlange unterliegt. Die Geschichte steht symbolisch für den bereits in We Came to Take Your Souls behandelten Krieg zwischen Rumänien und dem osmanischen Reich. Laut älteren Interviews handle es sich hierbei um eine alte rumänische Sage; die Bandbiografie The History of Heresy I behauptet dagegen, die Idee sei während einer Probesitzung entstanden, als „Attila“ einer in einem Nebenraum probenden Schlagergruppe befohlen habe, ruhig zu sein, da sie sonst „vom Kobrakönig gebissen“ werden würden.
Demons & Diamonds kritisiert die Auswirkungen des Strebens nach Macht und Reichtum.
Montecore handelt vom gleichnamigen Tiger, der 2003 den Magier Roy Horn lebensgefährlich verletzt hatte.
The Evil Made Me Do It und Lucifer in Starlight weisen starke Einflüsse des Doom Metals auf und stellen ein Tribut an Black Sabbath dar. Lucifer in Starlight befasst sich mit der Faszination für den Teufel.
Son of the Morning Star beinhaltet im Gegensatz zu dem Rest des Albums weder Gitarre, Schlagzeug oder Bass; neben „Attilas“ Gesang werden lediglich Orgelklänge eingesetzt. Textlich beschreibt der Song die biblische Apokalypse.
Das Album wurde 2014 als Bestandteil des Boxsets The History of Heresy Part I 2004–2008 zusammen mit dem Album Lupus Dei, einer DVD von einem Auftritt auf dem Wacken Open Air 2008 und einer Biografie wiederveröffentlicht.

## Titelliste

### Standardversion
1. Mr. Sinister – 4:39
2. We Came to Take Your Souls – 4:01
3. Kiss of the Cobra King – 4:32
4. Black Mass Hysteria – 4:12
5. Demons & Diamonds – 3:39
6. Montecore – 5:19
7. The Evil Made Me Do It – 3:39
8. Lucifer in Starlight – 4:50
9. Son of the Morning Star – 5:12

### Bonustracks (The History of Heresy I)
1. Mr. Sinister (Live) – 5:38
2. We Came to Take Your Souls (Live) – 4:08
3. Kiss of the Cobra King (Live) – 5:26